# Wilko
Wilko ist die norddeutsche Variante des Vornamens Wilhelm.

## Namensträger
- Wilko Hartmann (1937–2021), deutscher Brigadegeneral
- Wilko Jäger (1939–2023), deutscher Lehrer, Heimatkundler, Autor und Fotograf
- Wilko Johnson (1947–2022), britischer Musiker und Schauspieler
- Wilko von Klüchtzner (1877–1955), deutscher Politiker
- Wilko Manz (* 1972), deutscher Bauingenieur, Verkehrsplaner und Spieleautor
- Wilko Müller jr.  (* 1962), deutscher Science-Fiction- und Fantasy-Autor
- Wilko Risser (* 1982), namibischer Fußballspieler
- Wilko Levin Graf von Wintzingerode-Bodenstein (1833–1907), deutscher Politiker
- Wilko Zicht (* 1976), deutscher Politiker und Wahlrechtsexperte

### Künstlername
- Ray Wilko (* 1968), Schweizer Musiker

## Sonstiges
- Wilko (Unternehmen), britische Einzelhandelskette